# Fysikus
Fysikus (Forældet) betegnelse for en naturkyndig videnskabsmand, embedslæge, kredslæge (indtil 1914). Findes bl.a. i sammensætningen Stads- og Stifts-Fysikus (i ældre tid stavet Physikus).
| Job | Spire Denne artikel om et job eller en stillingsbetegnelse er en spire som bør udbygges. Du er velkommen til at hjælpe Wikipedia ved at udvide den. |